# Шульце, Хорст
Хорст Шу́льце (нем. Horst Schulze; 26 апреля 1921, Дрезден, Германия — 24 октября 2018, Дрезден, Германия) — немецкий актёр театра, кино и телевидения, оперный певец и педагог.

## Биография
Родился 26 апреля 1921 года в Дрездане. 
Работал в различных театрах Берлина. Дебютировал в кино в 1958 году в фильме «Эмилия Галотти» Мартина Хелльберга по драме Лессинга. Снимался в СССР. В 1970—1990-е годы работал на ТВ. Занимался педагогической деятельностью.
Умер 24 октября 2018 года в возрасте 97 лет.

## Фильмография

### Актёр
- 1958 — Эмилия Галотти / Emilia Galotti — граф Аппиани
- 1960 — Час испытаний / Hochmut kommt vor dem Knall — Уве Англер
- 1963 — Мёртвые не говорят / Tote reden nicht — Юрген Брандт (ТВ)
- 1963 — Сегодня и в час моей смерти / Jetzt und in der Stunde meines Todes — Георг Кирхнер
- 1963 — Кристина / Christine — Ойген Бройер
- 1965 — Пока я жив / Solange Leben in mir ist — Карл Либкнехт
- 1965 — 1966 — Доктор Шлютер / Dr. Schlüter — полковник Рессов
- 1966 — Маленький принц / Der kleine Prinz — Эйтлер (ТВ)
- 1966 — Живой товар / Lebende Ware — Курт Андреас Бехер
- 1967 — История одной ночи / Geschichten jener Nacht — Генрих Хут (эпизод «Die Prüfung»)
- 1968 — Тайный отряд: Чупага / Geheimkommando Ciupaga — доктор Эрнст Штальмах
- 1968 — Тайный отряд: Шпрее / Geheimkommando Spree — доктор Эрнст Штальмах
- 1968 — Убийство в понедельник / Mord am Montag — доктор Инго Фогельзанд
- 1968 — Время — это счастье / Zeit ist Glück (ТВ)
- 1968 — Барышня, вы мне нравитесь / Jungfer, Sie gefällt mir — Вальтер
- 1969 — Андрокл и лев / Androklus und der Löwe — император (ТВ)
- 1969 — Белые волки / Weiße Wölfe — Коллинз Харрингтон
- 1969 — Товарищ Ганс Баймлер / Hans Beimler, Kamerad — Ганс Баймлер (ТВ)
- 1970 — / Der Streit um den Sergeanten Grischa — Познанский (ТВ)
- 1970 — Эффи Брист / Effi Briest — Innstetten (ТВ)
- 1970 — н. в. — Место преступления (сериал) / Tatort
- 1971 — Артур Беккер / Artur Becker — доктор Нойбауэр (ТВ)
- 1971 — Оцеола / Osceola — Уильям Рейнес
- 1971 — н. в. — Телефон полиции — 110 (сериал) / Polizeiruf 110 — Эрих Брендер
- 1971 — Несмотря ни на что / Trotz alledem! — Карл Либкнехт
- 1971 — Красная капелла / KLK an PTX — Die Rote Kapelle — доктор философии Адам Кукхоф
- 1972 — Тайна Анд / Das Geheimnis der Anden — доктор Янсен
- 1973 — Братья Лаутензак / Die Brüder Lautensack — доктор Пауль Крамер
- 1973 — Не обманывай, дорогой / Nicht schummeln, Liebling! — рассказчик, озвучивание
- 1973 — 1979 — Невидимый прицел (сериал) / Das unsichtbare Visier — доктор Арнольд Клеменс
- 1974 — Избирательное сродство / Die Wahlverwandtschaften (в советском прокате «Родственные натуры») — Миттлер
- 1974 — Фронт без флангов — генерал
- 1975 — Розыск нежелательных / Steckbrief eines Unerwünschten — отец Эммарам (ТВ)
- 1975 — Выбор цели — Вернер Гейзенберг
- 1977 — Солдаты свободы — Манфред фон Киллингер
- 1977 — Загадочный граф / Das Verhör — фон Кессель (ТВ)
- 1977 — Эрнст Шнеллер / Ernst Schneller — Эрнст Шнеллер (ТВ)
- 1978 — Пока смерть не разлучит вас / Bis daß der Tod euch scheidet — Verkaufsstellenleiter
- 1979 — Доказательств убийства нет / Für Mord kein Beweis — Цинн
- 1980 — Архив смерти / Archiv des Todes — доктор Лауэ
- 1980 — / Das Rad — Герберт Кремер (ТВ)
- 1980 — Ивонна / Yvonne — Карл (ТВ)
- 1980 — След пропавших / Die Spur des Vermißten — падре (ТВ)
- 1980 — Мельница Левина / Levins Mühle — духовник Глинский
- 1981 — / Kein Tag ist wie der andere (ТВ)
- 1981 — Бранденбургские изыскания / Märkische Forschungen — Лепетит
- 1982 — Отель «Полан» и его постояльцы / Hotel Polan und seine Gäste — доктор Штраус
- 1982 — / Berühmte Ärzte der Charité: Arzt in Uniform — Теодор Бругш
- 1982 — Лопушок / Pianke — Schmuckstein (ТВ)
- 1984 — Женщины-врачи / Ärztinnen — прокурор Биттерин
- 1985 — Иоганн Себастьян Бах / Johann Sebastian Bach — Эрдман Ноймайстер[нем.]
- 1987 — Бебель и Бисмарк / Bebel und Bismarck — Вильгельм Либкнехт (ТВ)
- 1987 — Старое сердце отправляется в путешествие / Altes Herz geht auf die Reise — профессор Киттгус (ТВ)
- 1988 — Мексиканский охотник: Бенито Хуарес / Präriejäger in Mexiko: Benito Juarez — предводитель
- 1989 — Стеклянный факел / Die gläserne Fackel — великий герцог Карл—Александр
- 1989 — Сталинград — Эрих Шульце
- 1990 — Альберт Эйнштейн / Albert Einstein — профессор Штарк
- 1990 — / Abschiedsdisko — дедушка Хеннинга
- 1991 — / Farssmann oder Zu Fuß in die Sackgasse — доктор Фальке
- 1992 — 2006 — Закон Вольфа / Wolffs Revier — Штефан Целлер
- 1992 — След Янтарной комнаты / Die Spur des Bernsteinzimmers — Коблер
- 1993 — / Wer zweimal lügt — министр юстиции
- 1995 — Смертельные деньги / Tödliches Geld — Виктор Лепка (ТВ)
- 1996 — Мона М / Mona M. — Mit den Waffen einer Frau — профессор Ляйстиков
- 1998 — н. в. — Все друзья (сериал) / In aller Freundschaft — Вальтер Ристок
- 1999 — Бомба под Берлином / Götterdämmerung — Morgen stirbt Berlin — Опа Франк (ТВ)
- 2002 — Любовь — половина цены / Liebe ist die halbe Miete — профессор Ротеншток (ТВ)
- 2002 — / Geliebte Diebin — аукционист (ТВ)

## Награды
- 1966 — Национальная премия ГДР («Пока я жив»)
- 1969 — Национальная премия ГДР